# Wär Gott nicht mit uns diese Zeit

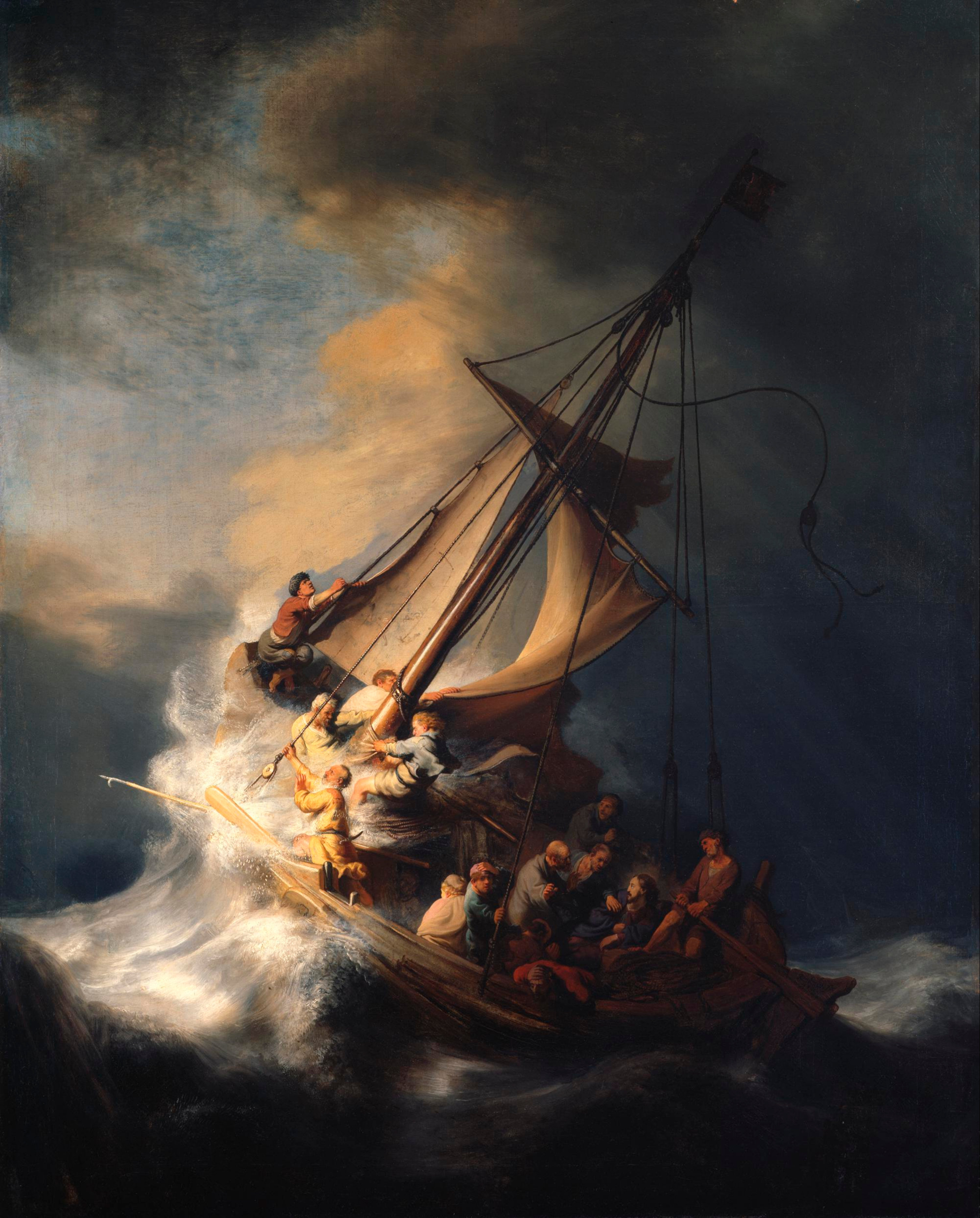
« Tempête sur le lac de Tibériade »' par Rembrandt.

Wär Gott nicht mit uns diese Zeit (Si Dieu n’était pas aujourd'hui avec nous), (BWV 14), est une cantate religieuse de Johann Sebastian Bach composée à Leipzig en 1735 pour le quatrième dimanche après l'Épiphanie qui tombait cette année le 30 janvier, jour de la première représentation. Pour cette destination liturgique, une autre cantate a franchi le seuil de la postérité : la BWV 81.
Les lectures prescrites étaient Rom 13: 8-10 et Mat 8: 23-27.
Le texte trouve son origine dans un cantique de Martin Luther, publié dans le « Gesangbuch » de Walterof en 1525, qui est lui-même une paraphrase du psaume 124. Les mouvements 1 et 5 sont respectivement les premières et dernières strophes du cantique de Luther, tandis que les autres mouvements sont d'auteur inconnu. Le thème du choral homonyme est d'origine inconnue mais a été utilisée par Luther en 1525 et est apparu dans plusieurs cantiques depuis lors.

## Histoire et livret
Bach composa la cantate à Leipzig pour le quatrième dimanche après l'Épiphanie. Ce quatrième dimanche survient rarement et seulement les années où la fête de Pâques est tardive. Bach n'a donc eu l'occasion de composer qu'une seule autre cantate pour cet événement, Jesus schläft, was soll ich hoffen? (BWV 81). Il n'y avait pas de quatrième dimanche après l'Épiphanie en 1725 quand Bach a composé son cycle annuel de cantates chorales. Peu après avoir dirigé pour la première fois son Oratorio de Noël en 1735, il semble avoir désiré combler ce vide et compléter ce cycle de cantates. Pour Christoph Wolff, il semble évident que Bach a complété ce deuxième cycle en 1735, dirigeant la nouvelle cantate entre Was mein Gott will, das g'scheh allzeit, (BWV 111) pour le troisième dimanche après l'Épiphanie et Ich hab in Gottes Herz und Sinn, (BWV 92) pour le septuagesime.
Les lectures prescrites pour ce dimanche sont tirées de l'Épître aux Romains, « Car celui qui aime le prochain, accomplit la loi » (13 :8–10) et de l'Évangile selon Matthieu, Jésus apaisant la tempête (8 :23 –27). Le texte de la cantate est basé sur le cantique en trois strophes de Luther, une paraphrase du psaume 124 publié en 1524 dans les « Geystliche gesangk Buchleyn » de Johann Walter. Selon John Eliot Gardiner, ce cantique « a été chanté ce dimanche à Leipzig depuis des temps immémoriaux ». Le texte des première et dernière strophes est conservé inchangé, un poète inconnu a paraphrasé la strophe intermédiaire en trois mouvements, deux arias encadrant un récitatif. Selon Wolff, ce poète inconnu est peut-être Andreas Stübel qui a écrit en 1724/25. Le thème du choral est lié à l'Évangile d'une façon générale : Notre vie dépend de l'aide de Dieu et est perdue sans elle. Une relation à l'Évangile est aussi donnée par l'image de l'inondation que transmet le psaume qui commence ainsi : « Si le Seigneur n'avait pas été à nos côté » et continue « alors les eaux nous auraient submergés, le courant aurait emporté nos âmes, les eaux fières auraient passé sur nos âmes » (124 :4–5). Le poète l'a ainsi paraphrasé dans le récitatif central : « Es hätt uns ihre Wut wie eine wilde Flut und als beschäumte Wasser überschwemmet » (Comme une marée qui fait rage et comme une vague d'écume, leur fureur nous aurait inondés). Bach a dirigé cette cantate pour la première fois le 30 janvier 1735. C'est l'une de ses dernières cantates de Noël.

## Structure et instrumentation
La cantate est écrite pour cor, deux hautbois, deux violons, alto, basse continue, avec trois solistes (soprano, ténor, basse) et chœur à quatre voix.
Il y a cinq mouvements :
1. (chœur) : Wär Gott nicht mit uns diese Zeit
2. aria (soprano) : Unsre Stärke heißt zu schwach»
3. récitatif (ténor) : Ja, hätt es Gott nur zugegeben
4. aria (basse) : Gott, bei deinem starken Schützen
5. choral : Gott Lob und Dank, der nicht zugab

## Musique
Le choral est chanté sur l'air de « Wo Gott der Herr nicht bei uns hält » que Bach a traité en cantate chorale, Wo Gott der Herr nicht bei uns hält, (BWV 178). Le chœur d'ouverture est une composition inhabituelle qui ne suit pas le schéma des ritournelles instrumentales, avec les vers du cantus firmus chantés l'un après l'autre en longues notes par la soprano. Dans une disposition ressemblant à un motet, les cordes jouent colla parte avec les voix, chaque vers du choral est préparé par une complexe contre-fugue en quatre parties, où chaque entrée d'un thème est reçu par son renversement. Après avoir préparé les entrées, la mélodie du choral n'est pas chantée mais jouée en longues notes par le cor et les hautbois, créant ainsi une disposition en cinq parties, ce qui est unique dans les mouvements de cantates de Bach. La seule autre composition d'une pareille complexité accordantt ainsi le cantus firmus aux instruments est le choral d'ouverture de Ein feste Burg ist unser Gott, (BWV 80), mais il n'est pas conçu comme une contre-fugue.
Dans la première aria, la soprano est accompagnée des cordes et du cor qui souligne le contraste entre le texte "stark" (fort) et le texte "schwach" (faible) en combinaison avec la voix. Gardiner note que le cor soutient la voix « dans son plus haut registre, auquel il est fait référence dans une partie autographe comme Corne. par force and tromba ». Dans le récitatif central, les dangers des eaux de l'inondation sont illustrés en rapides passages du continuo sur les mots tels que « Wut » (furie), « Flut » (inondation) et « überschwemmet » (inondé), ce qui en fait presque un arioso. Un semblable word painting apparaît dans la partie centrale de l'aria de basse, figurant des « Wellen » (vagues) en octave, sauts et vives descentes d'échelles. Le choral de clôture est une disposition en quatre parties avec des « basses animées en contrepoint et voix de tessiture moyennes », similaires aux chorals de l'Oratorio de Noël, joué pour la première fois quelques semaines auparavant. Wolff explique la maturité des dernières cantates de Bach par « l'expérience accumulée par le compositeur entre 1723 et 1729, qui donne aux dernières cantates un genre de caractère à la particulière maturité ».

## Source
- (en) Cet article est partiellement ou en totalité issu de l’article de Wikipédia en anglais intitulé « Wär Gott nicht mit uns diese Zeit, BWV 14 » (voir la liste des auteurs).